# Clement King Shorter
Clement King Shorter (19 juillet 1857 - 19 novembre 1926) était un journaliste et un critique littéraire britannique. 
Il  est, entre autres, le fondateur de deux titres de presse, l'hebdomadaire The Sphere lancé en 1900 et Tatler, lancé en 1901.
Clement King Shorter est l'époux de la poétesse, romancière et sculptrice Dora Sigerson Shorter, .